# Mykwa w Wadowicach
Mykwa w Wadowicach – znajduje się przy ulicy Barskiej 12 (w odległości około 50 metrów od placu po wadowickiej synagodze) i obecnie służy jako pralnia.